# Fergie Frederiksen
Dennis Hardy „Fergie” Frederiksen (ur. 15 maja 1951 w Grand Rapids, zm. 18 stycznia 2014 w Mound) – amerykański wokalista, znany z występów w grupie muzycznej Toto.

## Kariera
Frederiksen rozpoczął karierę muzyczną w wieku 13 lat, a w wieku 15 lat dołączył do grupy Common People z Grand Rapids z Michigan, z którą grał w klubach i pubach. W 1975 roku, kiedy jeszcze uczęszczał do college’u w Central Michigan, Frederiksen otrzymał propozycję od swego przyjaciela Tommy’ego Shawa o zastąpienie go jako głównego wokalisty zespołu MSFunk, ponieważ Shaw odchodził do grupy Styx. Frederiksen był w MSFunk przez rok, gdyż w 1976 roku zespół został rozwiązany. Mieszkając w Chicago, wraz z klawiszowcem Patrickiem Leonardem pomógł stworzyć lokalny zespół progresywny o nazwie Trillion. Debiutancki album Trilliona został wydany w 1978 roku i wyprodukowany przez Gary'ego Lyonsa (który był także producentem debiutanckiego albumu grupy Foreigner); Frederiksen był współautorem wszystkich dziewięciu utworów poza jednym. Zespół wyruszył w trasę koncertową z zespołami Styx oraz Heart, w trakcie której Frederiksen zaczął wykonywać swoje markowe back-flipy podczas koncertów na żywo, aby zrobić wrażenie na publiczności. Sztuczkę tę kontynuował podczas występów z kolejnymi zespołami. Frederiksen opuścił grupę po wydaniu jednego albumu i został zastąpiony przez Thoma Griffina.
Po odejściu z zespołu Trillion Frederiksen zaczął koncentrować się głównie na pracy na sesjach; zajmował się przede wszystkim ścieżkami dźwiękowymi do filmów. W 1979 roku podpisał kontrakt z wytwórnią Casablanca Records, gdzie występował pod pseudonimem David London (Frederiksen chciał oddzielić swój rockowy wizerunek od disco, z którego Casablanca była znana.) Zaśpiewał dwa utwory („Samantha” i „Sound Of The City”) na ścieżce dźwiękowej do musicalu Can’t Stop The Music (która osiągnęła numer 47 w zestawieniu Billboard 200), a także solowy album w stylu AOR z 1981 roku, gdzie głównym gitarzystą był jego przyjaciel Mark Christian. To mógł być jeden z ostatnich albumów wydanych przez Casablanca Records, ponieważ upadek dyskoteki na początku lat 80. zmusił wytwórnię do oddania licencji (a Casablanca Records krótko po tym stała się częścią wytwórni Polygram Records). Po tych wydarzeniach Frederiksen porzucił swój pseudonim, przyjmując oficjalnie pseudonim z dzieciństwa – „Fergie”.
Podczas pobytu w Casablance poznał Grega Giuffrię, niedawno nieistniejącego glam-rockowego zespołu Angel (jeden z niewielu rockowych zespołów podpisanych przez wytwórnię). Obaj zaczęli pracować w swoim studiu pod koniec 1981 roku w nadziei na wydanie płyty zespołu w jego nowym składzie. Podczas nagrywania płyty zespołu Frederiksen poznał basistę Ricky’ego Phillipsa. Obaj panowie zaprzyjaźnili się i współpracowali przy wielu projektach. Ten skład nigdy nie zakończył prac nad żadnym oficjalnym albumem, ponieważ Giuffria zaczął mocno koncentrować się na tworzeniu swojej grupy w 1982 roku, ale nagrał trzy utwory podczas sesji zespołu: „Whips”, „Troubleshooter”, oraz „Should Have Known Better”. Te utwory zostały później wydane w kolekcji Angel Rarities i wkrótce doczekały się coverów w wykonaniu zespołu White Sister.
Po tym, jak piosenkarz Steve Walsh z grupy Kansasopuścił zespół, przesłuchania odbyły się na początku 1982 roku. Frederiksen był jednym z kilku kandydatów, ale John Elefante ostatecznie otrzymał rolę głównego wokalisty. Jednak menedżer Kansas Budd Carr zauważył Fergie podczas przesłuchań i wkrótce potem zaczął z nim współpracować, co ostatecznie okaże się kluczowe dla kariery Frederiksena. Mniej więcej w tym czasie wieloletni przyjaciele Jim Peterik i Frankie Sullivan z zespołu Survivor zaprosili Frederiksena do swojego studia podczas nagrywania trzeciego albumu, podczas gdy wokalista Dave Bickler zmagał się z napięciem strun głosowych. Ostatecznie Bickler był w stanie dokończyć album, a Frederiksen asystował jako wokalista wspierający. Trzeci album zespołu – Eye of the Tiger – został wydany w maju 1982 roku, a Frederiksen został przedstawiony po prostu jako „Fergie”. Album osiągnął 2. miejsce na listach przebojów Billboard, a ostatecznie osiągnął podwójną Platynę dzięki swojemu tytułowemu utworowi. Frederiksen zapewnił harmonię w pięciu utworach, wliczając w to drugi singiel albumu „American Heartbeat”, który znalazł się na liście top 20.
Późnym latem 1982 roku Frederiksen i gitarzysta sesyjny zespołu Asia Jim Odom zostali zatrudnieni przez menedżera Budda Carra aby zastąpić głównego wokalistę i gitarzystę Jeffa Pollarda z grupy LeRoux, który niedawno opuścił zespół, aby rozpocząć własną posługę chrześcijańską. Niedługo potem Fergie został nowym frontmanem LeRoux. So Fired Up, piąty album zespołu, został wydany w lutym 1983 roku. Zawierał on przebojową piosenkę „Carrie's Gone”, którą Frederiksen napisał wkrótce po zerwaniu z ówczesną dziewczyną Carrie Hamilton (córką Carol Burnett). Zespół został usunięty z RCA Records, ale w dalszym ciągu działali aktywnie i koncertowali, a ostatnio zostali wprowadzeni do Louisiana Music Hall of Fame. Tymczasem Frederiksen i Ricky Phillips ponownie zaczęli współpracować, aby założyć nowy zespół o nazwie Abandon Shame, w którym wystąpił klawiszowiec grupy Journey Jonathan Cain i jego żona Tane. Kwartet pracował nad 5 utworami w 1984 roku, a Fergie śpiewał tylko na jednym z utworów. Wyprodukowane przez Kevina Elsona „You Can’t Do That”, „Burnin' in the Third Degree” oraz „Photoplay” pojawiły się na ścieżce dźwiękowej do filmu Terminator i zostały przypisane Tahnee Cain i grupie Tryanglz, natomiast utwory „Kicks” i „Over Night Sensation” ostatecznie pojawiły się w filmie Odpowiedź zbrojna z 1985 roku w którym głównymi wokalistami byli kolejno Tane i Fergie.
Phillips, który przyjaźnił się z perkusistą Toto Jeffem Porcaro, dał mu demo Frederiksena. Toto, który zwolnił wokalistę Bobby'ego Kimballa w trakcie nagrywania swojego piątego albumu Isolation, zaprosił Frederiksena na przesłuchanie do jego studia. Po wyeliminowaniu Erica Martina dostał pracę, a zespół zakończył nagrywanie płyty Isolation, która została wydana w październiku 1984 roku. Zawierała ona przebój „Stranger in Town” i otrzymała złoto. Teledysk do „Stranger in Town”, w którym Fergie odgrywał rolę ofiary morderstwa, był nominowany do nagrody MTV Video Music Awards w 1985 roku za najlepszą reżyserię. Po trasie z Toto do 1985 r. Frederiksen został zwolniony z zespołu podczas pierwszych sesji nagraniowych do albumu Fahrenheit, głównie z powodu jego trudności z występami w studiu. Wielokrotnie cytował swoją krótką współpracę z Toto jako najważniejszy punkt swojej kariery.